# Бобово-при-Поникві
Бобово-при-Поникві (словен. Bobovo pri Ponikvi) — поселення в общині Шентюр, Савинський регіон, Словенія. 
Висота над рівнем моря: 313,2 м.